# 2022년 아시안 게임
2022년 아시안 게임(영어: 2022 Asian Games 또는 Hangzhou 2022, 중국어 간체자: 第十九届亚洲运动会, 정체자: 第十九届亞洲運動會)은 2023년 9월 23일부터 2023년 10월 8일까지 중화인민공화국 저장성 항저우에서 열렸던 제19회 하계 아시안 게임이다.
이 대회는 원래 2022년 9월 10일부터 9월 25일까지 열릴 예정이었으나, 중국 대륙에서 일어난 코로나19 범유행의 여파로 인하여 1년 연기된 2023년에 열렸다. 그러나 대회의 공식 명칭은 바뀌지 않고 2022년 아시안 게임을 그대로 사용하게 되었다. 세계적 전염병 유행을 이유로 1년 연기된 것은 아시안 게임 역사상 처음 있는 일이다.

## 유치 과정

### 최종 후보
2015년 9월 16일 투르크메니스탄 아시가바트에서 열린 제34차 아시아 올림픽 평의회(OCA) 총회에서 2022년 아시안 게임 개최 도시를 단독 후보로 대회 유치를 신청한 중화인민공화국 항저우로 결정하였다. 이리하여 중화인민공화국은 1990년 베이징 아시안 게임, 2010년 광저우 아시안 게임에 이어 3번째로 아시안 게임을 유치하는데 성공하였다.
- 중화인민공화국 항저우 - 2015년 8월 공식 후보 유치 신청서를 제출하였으며, 단독 후보가 되어 그해 9월 16일 총회에서 차기 아시안 게임 개최지로 선정되었다.[1]

### 잠정 후보
- 홍콩 - 2006년 아시안 게임 유치 과정에서 후보 도시로 나섰으며, 최종 투표에서 카타르 도하에게 밀려 탈락한 적이 있다. 2010년 9월 21일 홍콩 민정사무국의 조덕성 국장이 2022년 아시안 게임 유치를 위한 자문 보고서를 발표하면서 본격적인 유치 움직임에 나섰다. 홍콩 정부 측은 2022년 아시안 게임과 아시아 장애인 경기대회 개최에 들어가는 직간접적 비용으로 총 137~145억 홍콩달러가 들어갈 것으로 전망하였으며, 아시안 게임 유치 홍보와 관련 사이트 개설 등의 활동에 나섰다. 그러나 '치적 쌓기에 불과하다', '민생 문제나 해결하라', '장기적 체육 정책이 부재하다' 등의 반대 목소리가 터져나왔다. 유치 입법 과정에 영향력을 행사하는 야당 의원들 역시 부정적인 반응을 보였다. 결과적으로 유치 자문 위원회가 끝난 직후인 2011년 1월 14일 홍콩 입법회 회계위원회 심의에서 40 대 14로 부결되면서 유치를 포기하였다.
- 대만 신베이 - 2010년 직할시 승격과 함께 차기 아시안 게임 유치를 목표로 삼았으나 후보로 나서지 않았다.
- 일본 오사카 - 끝내 후보로 나서지 않았다. 이 다음 대회인 2026년 아시안 게임에서는 일본의 나고야가 유치에 성공하였다.
- 태국 치앙마이
- 아랍에미리트 두바이

## 대회의 연기
이 대회는 원래 2022년 9월 10일부터 9월 25일까지 열릴 예정이었다. 그러나 2022년 4월에 중국 상하이에 코로나19 범유행의 여파에 따른 봉쇄 조치가 내려지면서 상하이에서 불과 180km 정도 떨어진 항저우에서 열릴 예정이던 2022년 아시안 게임이 연기될 가능성이 제기되었다. 이에 아시아 올림픽 평의회(OCA)는 2022년 5월 6일에 우즈베키스탄 타슈켄트에서 열린 집행위원회에서 중국에서 일어난 코로나19 범유행의 여파를 고려하여 해당 대회를 무기한 연기하고 개최 시기를 추후 공지한다고 밝혔다. 아시아 올림픽 평의회는 2022년 7월 19일에 공개된 공식 성명을 통해 2022년 아시안 게임이 2023년 9월 23일부터 10월 8일까지 중국 항저우에서 열린다고 밝혔다. 그러나 대회의 공식 명칭은 변경하지 않고 "2022년 아시안 게임"을 사용하기로 결정되었다.

## 마스코트

### 마케팅
프로모션
2019년 9월 10일 량주시의 고고학 유적에서 3년간의 올림픽 카운트다운 행사가 열렸다.
엠블럼
아시안 게임 공식 엠블럼은 2018년 8월 6일 항저우 문화 라디오 텔레비전 그룹 본부에서 열린 2018 자카르타 & 팔렘방 아시안 게임 개최 도시로서 도시를 준비하기 위한 특별 기념식에서 공개되었다.
마스코트
총칭으로 "장난(江南, 중국 장강 이남 지역을 가리킴)의 추억"으로 알려진 충충, 롄롄, 천천은 2020년 4월 3일 게임의 공식 마스코트로 온라인에 공개되었다.

## 참가국
아시아 올림픽 평의회(OCA)는 2019년 3월에 오스트레일리아, 뉴질랜드를 비롯한 오세아니아 국가 출신 선수들을 2022년 항저우 아시안 게임에 초청하여 축구, 농구, 배구, 비치발리볼, 펜싱과 같이 엄선된 종목들에 출전시킬 계획을 발표했다. 이에 따라 일본 삿포로에서 열린 2017년 동계 아시안 게임에서 오스트레일리아, 뉴질랜드가 메달을 받을 자격이 없는 "초청 선수"였음에도 불구하고 처음으로 종합 종목에 참가한 이후에 처음으로 하계 아시안 게임에 참가할 가능성이 제기되었다. 아시아 올림픽 평의회는 2021년 11월에 오세아니아 출신 선수들이 2022년 아시안 게임에서 육상, 우슈, 롤러스케이트, 트라이애슬론, 역도 종목에 초청될 것이라고 발표했는데 해당 국가의 선수들은 경기에 출전할 경우 입상 메달을 받지 못하고 "기념 메달"과 "참가 증서"를 받게 되며 공식 메달 집계에서 제외된다고 밝혔다. 그러나 오스트레일리아와 뉴질랜드는 2022년 5월에 코로나19 범유행의 여파로 인하여 선수단을 파견하지 않기로 결정했다.
2023년 1월 26일에는 아시아 올림픽 평의회가 "2022년부터 시작된 러시아의 우크라이나 침공에 따른 국제 올림픽 위원회(IOC) 집행위원회의 제재 조치를 준수한다는 조건하에서 러시아·벨라루스 출신 선수들이 2024년 파리 하계 올림픽 출전 자격을 획득하기 위하여 2022년 항저우 아시안 게임을 비롯한 아시아 스포츠 대회에 참가할 기회를 부여하겠다."고 발표했고 국제 올림픽 위원회도 "특정 국가의 선수들이 국적을 이유로 올림픽에 참가하지 못하는 일이 없어야 한다."며 이러한 제안을 승인했다. 여기에 아시아 올림픽 평의회는 2023년 1월 30일에 45개 회원국에 보낸 공문을 통해 "2022년 항저우 아시안 게임에서 초청 형식으로 참가할 예정인 러시아와 벨라루스 출신 선수들은 해당 대회에서 3위 이내에 입성하더라도 대회 공식 메달이 아닌 기념 메달을 받을 예정이다. 또한 러시아와 벨라루스 출신 선수들의 참가로 인하여 아시아 국가 출신 선수들에게 2024년 파리 하계 올림픽 출전 쿼터에 영향을 주는 일이 없도록 하겠다."고 밝혔다.
그러나 아시아 올림픽 평의회와 국제 올림픽 위원회의 이러한 결정에 대해 유럽 국가들은 2022년부터 시작된 러시아의 우크라이나 침공으로 인하여 유럽 및 국제 스포츠 대회 출전 기회가 막혀 있던 러시아·벨라루스 출신 선수들이 아시아 스포츠 대회 출전을 통해 올림픽 출전 자격을 획득할 기회를 부여하여 우크라이나에서 일어난 전쟁의 참상을 무시했다는 비판을 제기했다. 특히 볼로디미르 젤렌스키 우크라이나 대통령은 "우크라이나를 침공한 러시아와 이를 지원한 벨라루스 출신 선수들이 2024년 파리 하계 올림픽에서 중립 선수 자격으로 참가해서도 안 된다."고 밝혔다. 또한 우크라이나 체육부, 우크라이나 국가 올림픽 위원회도 "2022년부터 시작된 러시아의 우크라이나 침공 사태가 계속되는 한 러시아와 벨라루스 출신 선수들이 2024년 파리 하계 올림픽을 비롯한 국제 스포츠 대회에 참가하는 것이 금지되어야 한다는 것이 우크라이나의 변함 없는 입장이다. 만약 우리의 요구가 받아들여지지 않는다면 우크라이나는 2024년 파리 하계 올림픽을 보이콧할 계획을 갖고 있다."고 밝혔다.
아시아 올림픽 평의회는 2023년 7월 8일에 태국 방콕에서 열린 총회에서 러시아와 벨라루스에서 온 최대 500명의 선수들이 2024년 파리 하계 올림픽 출전 자격을 획득하기 위하여 2022년 항저우 아시안 게임에서 중립 선수 자격으로 참가할 수 있도록 허용하는 안건을 승인했는데 이 결정은 국제 올림픽 위원회의 지원을 받았다. 다만 러시아와 벨라루스 출신 선수들은 2022년 항저우 아시안 게임에서 국가 상징(국기, 국가)을 사용할 수 없고 개인전에만 참가할 수 있다고 규정했다. 또한 이들 나라의 선수들은 대회 공식 메달 수여 대상에서 제외된다고 밝혔다. 하지만 스타니슬라프 포즈드냐코프 러시아 올림픽 위원회 위원장은 러시아 출신 선수들이 2022년 항저우 아시안 게임 초청을 받지 못했다고 지적하면서 러시아와 벨라루스 출신 선수들의 참가 가능성에 의문을 제기했다. 국제 올림픽 위원회는 2023년 9월 2일에 "러시아와 벨라루스 출신 선수들이 '기술적인 이유'로 2022년 항저우 아시안 게임에 참가하지 않는 것으로 확인되었다."고 전했다.
스리랑카 7인제 럭비 국가대표팀은 스리랑카 럭비 연맹이 정치적인 간섭으로 인하여 세계 럭비 연맹으로부터 자격 정지 처분을 받은 상태였기 때문에 2022년 아시안 게임에서 스리랑카의 국기와 국가를 사용하는 것이 금지되었다. 이에 따라 "OCA"라는 국가 코드, 아시아 올림픽 평의회의 기와 찬가를 사용했다. 또한 대회 공식 자료에서는 스리랑카 선수단과는 별도로 "아시아 올림픽 평의회(OCA) 명의로 참가한 독립 선수"라는 명의로 기재되었다.
아프가니스탄은 법률상 아프가니스탄 이슬람 공화국을 대표하여 참가했다. 남자들로만 구성된 선수단은 아프가니스탄 현지에서 도착했고 현존하는 아프가니스탄 국가 올림픽 위원회에서는 이란, 오스트레일리아, 이탈리아 3개국에서 여자 선수 17명을 포함한 별도의 선수단을 파견했다.
다음은 2022년 아시안 게임의 참가국 목록이다. 괄호 안의 숫자는 선수단 규모이다. OCA 모든 45개 회원국이 참가하였다.
| \| - 네팔 (253) - 대한민국 (867) - 독립 (12) - 동티모르 (27) - 라오스 (94) - 레바논 (29) - 마카오 (183) - 말레이시아 (289) - 몰디브 (76) - 몽골 (408) - 미얀마 (107) - 바레인 (143) \| - 방글라데시 (181) - 베트남 (332) - 부탄 (27) - 브루나이 (11) - 사우디아라비아 (188) - 스리랑카 (84) - 시리아 (7) - 싱가포르 (431) - 아랍에미리트 (134) - 아프가니스탄 (83) - 예멘 (20) \| - 오만 (44) - 요르단 (78) - 우즈베키스탄 (394) - 이라크 (33) - 이란 (289) - 인도 (655) - 인도네시아 (415) - 일본 (772) - 조선민주주의인민공화국 (185) - 중화인민공화국 (887) (개최국) - 중화 타이베이 (524) - 카자흐스탄 (527) \| - 카타르 (231) - 캄보디아 (133) - 쿠웨이트 (140) - 키르기스스탄 (181) - 타지키스탄 (106) - 태국 (934) - 투르크메니스탄 (57) - 파키스탄 (189) - 팔레스타인 (70) - 필리핀 (391) - 홍콩 (688) \| | | | |
| - 네팔 (253) - 대한민국 (867) - 독립 (12) - 동티모르 (27) - 라오스 (94) - 레바논 (29) - 마카오 (183) - 말레이시아 (289) - 몰디브 (76) - 몽골 (408) - 미얀마 (107) - 바레인 (143) | - 방글라데시 (181) - 베트남 (332) - 부탄 (27) - 브루나이 (11) - 사우디아라비아 (188) - 스리랑카 (84) - 시리아 (7) - 싱가포르 (431) - 아랍에미리트 (134) - 아프가니스탄 (83) - 예멘 (20) | - 오만 (44) - 요르단 (78) - 우즈베키스탄 (394) - 이라크 (33) - 이란 (289) - 인도 (655) - 인도네시아 (415) - 일본 (772) - 조선민주주의인민공화국 (185) - 중화인민공화국 (887) (개최국) - 중화 타이베이 (524) - 카자흐스탄 (527) | - 카타르 (231) - 캄보디아 (133) - 쿠웨이트 (140) - 키르기스스탄 (181) - 타지키스탄 (106) - 태국 (934) - 투르크메니스탄 (57) - 파키스탄 (189) - 팔레스타인 (70) - 필리핀 (391) - 홍콩 (688) |

## 개최 종목 및 경기장 배치

### 개최 종목
| - 공수도 - 골프 - 근대5종 - 농구 - 농구 - 3x3 농구 - 럭비 - 레슬링 - 롤러스포츠 - 인라인롤러 - 스케이트보드 - 무술 - 유술 - 쿠라시 - 삼보 - 펜착실랏 - 우슈 - 바둑 - 배구 | - 복싱 - 배드민턴 - 브레이킹 - 브리지 - 비치발리볼 - 사격 - 사이클 - 도로 - 트랙 - 산악 - BMX 레이싱 - BMX 자유형 - 샹치 - 세팍타크로 - 수상 종목 - 다이빙 - 수구 - 수영 - 아티스틱 스위밍 | - 스포츠클라이밍 - 스쿼시 - 승마 - 야구 - 소프트볼 - 야구 - 양궁 - 역도 - 요트 - 유도 - 육상 - 정구 - 조정 - 체스 - 체조 - 기계체조 - 리듬체조 - 트램펄린 - 축구 | - 카누 - 슬라럼 - 스프린트 - 용선 - 카바디 - 크리켓 - 탁구 - 태권도 - 테니스 - 테니스 - 소프트테니스 - 트라이애슬론 - 펜싱 - 하키 - 핸드볼 - e스포츠 |  |

### 경기장
| 종목           | 경기장                                         | 세부종목                    | 비고 |
| -------------- | ---------------------------------------------- | --------------------------- | ---- |
| 가라테         | 린핑 스포츠 센터 체육관                        |                             |      |
| 골프           | 시후 국제 골프장                               |                             |      |
| 근대5종        | 푸양 인후 스포츠 센터                          |                             |      |
| 농구           | 항저우 올림픽 스포츠 센터 체육관               |                             |      |
| 농구           | 저장대학교 쯔진강캠퍼스 체육관                 |                             |      |
| 농구           | 사오싱 올림픽 스포츠 센터 체육관               |                             |      |
| 농구           | 더칭 지리 정보 마을 농구 경기장                | 3X3 농구                    |      |
| 드래곤보트     | 원저우 드래곤 보트 센터                        |                             |      |
| 럭비           | 항저우 사범대학교 창첸캠퍼스 육상 경기장       |                             |      |
| 인라인롤러     | 첸탕 롤러 스포츠 센터                          |                             |      |
| 레슬링         | 린안 스포츠 문화 컨벤션 센터 체육관            |                             |      |
| 배구           | 항저우 사범대학교 창첸캠퍼스 체육관            |                             |      |
| 배구           | 린핑 스포츠 센터 체육관                        |                             |      |
| 배구           | 더칭 스포츠 센터 체육관                        |                             |      |
| 배구           | 중국 섬유 도시 스포츠 센터 체육관              |                             |      |
| 배드민턴       | 빈장 체육관                                    |                             |      |
| 보드게임       | 항저우 기원 기류관                             | 샹치(장기)/체스/브릿지/바둑 |      |
| 복싱           | 항저우 체육관                                  |                             |      |
| 브레이킹       | 궁수 운하 스포츠 공원 체육관                   |                             |      |
| 비치발리볼     | 닝보 반볜산 비치발리볼 센터                    |                             |      |
| 사격           | 푸양 인후 스포츠 센터                          |                             |      |
| 사이클         | 춘안 제서우 스포츠 센터 벨로드롬               | 트랙                        |      |
| 사이클         | 춘안 제서우 스포츠 센터 사이클 로드 코스       | 로드레이스                  |      |
| 사이클         | 춘안 제서우 스포츠 센터 마운틴 바이크 코스     | 마운틴바이크                |      |
| 사이클         | 춘안 제서우 스포츠 센터 BMX 코스               | BMX                         |      |
| 세팍타크로     | 진화 스포츠 센터 체육관                        |                             |      |
| 소프트볼       | 사오싱 야구 소프트볼 스포츠 문화 센터          |                             |      |
| 소프트테니스   | 항저우 올림픽 스포츠 센터 테니스 센터          |                             |      |
| 수영           | 황룽 올림픽 스포츠 센터 아쿠아틱 스포츠 아레나 | 경영                        |      |
| 수영           | 황룽 올림픽 스포츠 센터 아쿠아틱 스포츠 아레나 | 다이빙                      |      |
| 수영           | 황룽 올림픽 스포츠 센터 아쿠아틱 스포츠 아레나 | 애슬레틱 스위밍             |      |
| 수영           | 황룽 스포츠 센터 수영&다이빙 센터              | 수구                        |      |
| 수영           | 춘안 제서우 스포츠 센터 수영 경기장            | 마라톤 수영                 |      |
| 스케이트보드   | 첸탕 롤러 스포츠 센터                          |                             |      |
| 스쿼시         | 항저우 올림픽 스포츠 센터 스쿼시 경기장        |                             |      |
| 스포츠클라이밍 | 사오싱 커차오 양산 스포츠 클라이밍 센터        |                             |      |
| 승마           | 퉁루 승마 센터                                 |                             |      |
| 야구           | 사오싱 야구 소프트볼 스포츠 문화 센터          |                             |      |
| 양궁           | 푸양 인후 스포츠 센터 양궁장                   |                             |      |
| 역도           | 샤오산 스포츠 센터 체육관                      |                             |      |
| 요트           | 닝보 샹산 세일링 센터                          |                             |      |
| 우슈           | 샤오산 구알리 스포츠 센터                      |                             |      |
| 유도           | 샤오산 린푸 체육관                             |                             |      |
| 육상           | 항저우 올림픽 스포츠 센터 스타디움             |                             |      |
| 조정           | 푸양 수상 스포츠 센터                          |                             |      |
| 주짓수         | 샤오산 린푸 체육관                             |                             |      |
| 체조           | 황룽 스포츠 센터 체육관                        | 기계체조/리듬체조/트램폴린  |      |
| 축구           | 황룽 스포츠 센터 스타디움                      |                             |      |
| 축구           | 린핑 스포츠 센터 스타디움                      |                             |      |
| 축구           | 샹청 스포츠 센터 스타디움                      |                             |      |
| 축구           | 샤오산 스포츠 센터 스타디움                    |                             |      |
| 축구           | 진화 스포츠 센터 스타디움                      |                             |      |
| 축구           | 저장 사범대학 동부 경기장                      |                             |      |
| 축구           | 원저우 올림픽 스포츠 센터 스타디움             |                             |      |
| 축구           | 원저우 스포츠 센터 스타디움                    |                             |      |
| 카누           | 푸양 수상 스포츠 센터                          | 스프린트/슬라럼             |      |
| 카바디         | 샤오산 구알리 스포츠 센터                      |                             |      |
| 크리켓         | 저장공업대학교 핑펑캠퍼스 크리켓 경기장        |                             |      |
| 쿠라쉬         | 샤오산 린푸 체육관                             |                             |      |
| 탁구           | 궁수 운하 스포츠 공원 체육관                   |                             |      |
| 태권도         | 린안 스포츠 문화 컨벤션 센터 체육관            |                             |      |
| 테니스         | 항저우 올림픽 스포츠 센터 테니스 센터          |                             |      |
| 트라이애슬론   | 춘안 제서우 스포츠 센터                        |                             |      |
| 펜싱           | 항저우 전자과학기술대학교 체육관               |                             |      |
| 하키           | 궁수 운하 스포츠 공원 경기장                   |                             |      |
| 핸드볼         | 저장공상대학교 문화 체육 센터                  |                             |      |
| 핸드볼         | 저장사범대학교 샤오산캠퍼스 체육관             |                             |      |
| e스포츠        | 중국 항저우 e스포츠 센터                       |                             |      |

## 메달 집계
| 순위 | 국가                   | 금메달 | 은메달 | 동메달 | 합계 |
| ---- | ---------------------- | ------ | ------ | ------ | ---- |
| 1    | 중화인민공화국         | 201    | 111    | 71     | 383  |
| 2    | 일본                   | 52     | 67     | 69     | 188  |
| 3    | 대한민국               | 42     | 59     | 89     | 190  |
| 4    | 인도                   | 28     | 38     | 41     | 107  |
| 5    | 우즈베키스탄           | 22     | 18     | 31     | 71   |
| 6    | 중화 타이베이          | 19     | 20     | 28     | 67   |
| 7    | 이란                   | 13     | 21     | 20     | 54   |
| 8    | 태국                   | 12     | 14     | 32     | 58   |
| 9    | 바레인                 | 12     | 3      | 5      | 20   |
| 10   | 조선민주주의인민공화국 | 11     | 18     | 10     | 39   |

## 방송
- 대한민국 - KBS 1TV, KBS 2TV, KBS NEWS D, MBC TV, MBC 뉴스 NOW, SBS TV, SBS 모바일 24, TV조선[35]
- 조선민주주의인민공화국 - 조선중앙TV[36]
- 일본 - TBS
- 중화인민공화국 - CCTV
- 태국 - 채널5, Thai PBS, NBT2, PPTV36

## 같이 보기
- 2022년 장애인 아시안 게임